# Borinka
Borinka (in ungherese Pozsonyborostyánkő, in tedesco Ballenstein) è un comune della Slovacchia facente parte del distretto di Malacky, nella regione di Bratislava.
Situato alle pendici dei Piccoli Carpazi, il comune è conosciuto per il Castello Pajštún, ma anche per la moltitudine di case per il week-end (in slovacco: chata).

## Storia
Il villaggio fu menzionato per la prima volta nel 1273 con il nome di Paulenstein.